# Пернілле Блуме
Пернілле Блуме  (дан. Pernille Blume, 14 травня 1994) — данська плавчиня, олімпійська чемпіонка та медалістка, триразова чемпіонка світу на короткій воді, багаторазова чемпіонка Європи.

## Виступи на Олімпіадах
| Олімпіада   | Дисципліна                            | Місце |
| ----------- | ------------------------------------- | ----- |
| Лондон 2012 | плавання на 50 метрів вільним стилем  | =24   |
| Лондон 2012 | плавання на 100 метрів вільним стилем | 19    |
| Лондон 2012 | плавання на 200 метрів вільним стилем | 24    |
| Лондон 2012 | естафета 4 × 100 м вільним стилем     | 6     |
| Лондон 2012 | комплексна естафета 4 × 100 м         | 7     |
| Ріо 2016    | 50 м вільним стилем                   | 1     |
| Ріо 2016    | комплексна естафета 4 × 100 м         | 3     |
| Токіо 2020  | плавання на 50 метрів вільним стилем  | 3     |
| Токіо 2020  | плавання на 100 метрів вільним стилем | 10    |
| Токіо 2020  | плавання на 200 метрів вільним стилем | 8     |

## Зовнішні посилання
- Досьє на sport.references.com [Архівовано 9 березня 2016 у Wayback Machine.]